# Звернення священнослужителів РПЦ із закликом до примирення
Звернення священнослужителів Російської Православної Церкви із закликом до примирення та припинення «військової спецоперації» (далі «Звернення») — реакція деяких кліриків Російської Православної Церкви на початок російського вторгнення в Україну (2022).
"Звернення" з'явилося в мережі Інтернет [Архівовано 1 травня 2022 у Wayback Machine.] 1 березня 2022 року і було відразу републіковано провідними ЗМІ (сайти "Ехо Москви" та ін.). Станом на 1 травня 2022 року під ним поставили свої підписи 293 священнослужителі РПЦ.

## Текст
Текст «Навернення» наводиться за ресурсом «Православ'я та мир» [Архівовано 15 травня 2022 у Wayback Machine.] . Редакція «Правмиру» привела текст у відповідність до вимог Роскомнагляду. Початкову версію див. за посиланням вище.
Ми, священики та диякони Російської Православної Церкви, кожен від свого імені, звертаємось до всіх, від кого залежить припинення братовбивчої «Роскомнагляду» в Україні, із закликом до примирення та негайного припинення вогню.

Ми надсилаємо це звернення після неділі про Страшний Суд і напередодні Прощеної неділі.
Страшний суд чекає на кожну людину. Жодна земна влада, жодні лікарі, жодна охорона не убезпечить від цього суду. Піклуючись про порятунок кожної людини, яка вважає себе дитиною Російської Православної Церкви, ми не бажаємо, щоб вона з'явилася на цей суд, несучи на собі важкий тягар материнських прокльонів. Ми нагадуємо, що Кров Христова, пролита Спасителем за життя світу, буде прийнята в таїнстві Причастя тими людьми, хто віддає вбивчі накази, не в життя, а в вічне мука.
Ми сумуємо про те випробування, на яке були незаслужено піддані наші брати і сестри в Україні.
Ми нагадуємо про те, що життя кожної людини є безцінним і неповторним Божим даром, а тому бажаємо повернення всіх воїнів — і російських, і українських — у свої рідні будинки та сім'ї цілими і неушкодженими.
Ми з гіркотою думаємо про ту прірву, яку доведеться долати нашим дітям та онукам у Росії та в Україні, щоб знову почати дружити один з одним, поважати та любити один одного.
Ми поважаємо богоданну свободу людини та вважаємо, що народ України має робити свій вибір самостійно, не під прицілом автоматів, без тиску із Заходу чи Сходу.
В очікуванні Прощеної неділі ми нагадуємо про те, що ворота райські відчиняються всякій, навіть важко грішній людині, якщо він вибачиться у тих, кого він принизив, образив, знехтував, або ж у тих, хто був убитий його руками або за його наказом. Немає іншого шляху, крім прощення та взаємного примирення.
«Голос крові брата твого кричить до Мене від землі; і нині проклятий ти від землі, що відкрила уста свої прийняти кров брата твого від руки твоєї», сказав Бог Каїну, що позаздрив своєму молодшому братові. Горе будь-якій людині, яка усвідомлює, що ці слова звернені до неї особисто.
Ніякий ненасильницький заклик до миру та припинення <Роскомнагляд> не повинен насильно припинятися і розглядатися як порушення закону, бо така божественна заповідь: «Блаженні миротворці».
Ми закликаємо всі протиборчі сторони до діалогу, бо жодної іншої альтернативи насильству не існує. Лише здатність почути іншого може дати надію на вихід з прірви, в яку наші країни були кинуті лише за кілька днів.
Дайте собі та всім нам увійти у Великий піст у дусі віри, надії та любові.

Зупиніть <це>.

## Підписи
1. игумен Арсений (Соколов), представитель Патриарха Московского и всея Руси при Патриархе Антиохии и всего Востока
2. игумен Нектарий (Морозов)
3. иерей Алексий Антоновский
4. игумен Никодим (Балясников)
5. иерей Хилдо Бос
6. иерей Василий Буш
7. протоиерей Стефан Ванеян
8. иеромонах Иаков (Воронцов)
9. иерей Александр Востродымов
10. священник Дионисий Габбасов
11. иерей Андрей Герман
12. протоиерей Евгений Горячев (ветеран Афганской войны)
13. иеромонах Иоанн (Гуайта)
14. иерей Алексий Дикарев
15. иерей Александр Занемонец
16. протоиерей Владимир Зелинский
17. протоиерей Петр Иванов
18. протоиерей Георгий Иоффе
19. диакон Илия Колин
20. протоиерей Андрей Кордочкин
21. иерей Лазарь Ленци
22. протоиерей Андрей Лоргус
23. игумен Петр (Мещеринов)
24. протоиерей Константин Момотов
25. иерей Евгений Мороз
26. иеромонах Димитрий (Першин)
27. иерей Александр Пискунов
28. протоиерей Стефан Платт
29. протоиерей Дионисий Поздняев
30. протоиерей Георгий Рой
31. священник Николай Савченко
32. иеромонах Феодорит (Сеньчуков)
33. протоиерей Иосиф Скиннер
34. протоиерей Димитрий Соболевский
35. диакон Пимен Трофимов
36. протоиерей Александр Шабанов
37. иеромонах Киприан (Земляков)
38. иерей Иоанн Леонтьев
39. протоиерей Виталий Шкарупин
40. протоиерей Сергий Дмитриев
41. протоиерей Владимир Королев
42. протоиерей Сергей Титков
43. священник Артемий Морозов
44. иерей Алексий Зорин
45. протоиерей Андрей Львов
46. протоиерей Сергий Сторожев
47. иерей Илия Гаврышкив
48. протоиерей Виталий Фонькин
49. священник Артемий Колягин
50. иеродиакон Елисей (Романцов)
51. иерей Глеб Кривошеин
52. диакон Иоанн Мыздриков
53. диакон Валериан Дунин-Барковский
54. священник Владислав Богомольников
55. протоиерей Владимир Дробышевский
56. священник Вадим Карпенко
57. протоиерей Глеб Вечелковский
58. протоиерей Феодор ван дер Воорт
59. иерей Федор Косолапов
60. иерей Антоний Лынов
61. иерей Антоний Коваленко
62. протоиерей Дионисий Кузнецов
63. священник Дмитрий Лукьянов
64. иерей Павел Касперович
65. протоиерей Валентин Бонилья
66. иеромонах Онисим (Акифьев)
67. священник Алексей Пичугин
68. протоиерей Олег Шульгин
69. протоиерей Дионисий Дуденков
70. протоиерей Виктор Теплицкий
71. протоиерей Анатолий Кора
72. иерей Алексей Козолетов
73. диакон Александр Пушкарев
74. иеромонах Иларион Резниченко
75. протоиерей Александр Дубовой
76. протоиерей Павел Сердюк
77. иерей Иоанн Бурдин
78. иерей Александр Кухта
79. диакон Дмитрий Коростелёв
80. протоиерей Георгий Завершинский
81. протоиерей Андрей Кузьма
82. иерей Павел Земляков
83. иерей Димитрий Виницкий
84. иерей Георгий Христич
85. священник Антоний Серафимович
86. иеромонах Лавр (Соломонов)
87. диакон Алексей Перуновский
88. протоиерей Василий Петров
89. диакон Стефан Кузьмин
90. иерей Дмитрий Ушаков
91. священник Яков Коробков
92. иерей Александр Насибулин
93. протоиерей Михаил Ильин
94. священник Константин Лебедев
95. иеромонах Петр (Белов)
96. Иеромонах Серафим (Стандхардт)
97. диакон Андрей Георгиевич Морозов
98. диакон Алексий Хилько
99. протоиерей Михаил Фаст
100. протодиакон Игорь Паначёв
101. протоиерей Михаил Евгеньевич Клочков
102. иерей Александр Лебедич
103. диакон Владимир Ольшевский-Давыдов
104. иерей Василий Максимишинец
105. протоиерей Пётр Коротаев
106. протоиерей Игорь Прекуп
107. протопресвитер Иоанн Гейт
108. протоиерей Сергий Маркевич
109. священник Олег Усенков
110. священник Александр Новиков
111. иерей Сергий Воинков
112. иерей Антоний Копаев
113. диакон Олег Карлащук
114. священник Димитрий Савин
115. протоиерей Павел Кивович
116. иерей Михаил Баккер
117. протоиерей Игорь Тарасов
118. иерей Сергий Дудин
119. протоиерей Андрей Лобашинский
120. протоиерей Михаил Немнонов
121. иерей Роман Савчук (по списку «Правмира») / священник Григорий Оборочану (по первоначальному списку)
122. священник Иоанн Тераудс
123. игумен Варлаам (Борин)
124. игумен Антоний (Логинов)
125. диакон Олег Агеенко
126. протоиерей Алексий Шишков
127. иеродиакон Климент (Волянский)
128. иерей Вячеслав Шафаренко
129. иерей Сергий Дырман
130. иерей Игорь Бурдейный
131. протоиерей Петр Борновалов
132. иерей Сергий Соболев
133. диакон Роман Высоцкий
134. протоиерей Вячеслав Власенко
135. игумен Геронтий (Галий)
136. протоиерей Михаил Устименко
137. иерей Силиций Силиконов
138. иерей Адам Кондратюк
139. иерей Алексий Барсуков
140. священник Геннадий Комков
141. протоиерей Сергий Борский
142. протоиерей Иоанн Гербовецкий
143. иерей Григорий Гринько
144. иерей Василий Куценко
145. протоиерей Андрей Кореньков
146. протоиерей Максим Приходько
147. протоиерей Вадим Бойко
148. протоиерей Николай Ефимчук
149. протоиерей Андрей Федоров
150. диакон Андрей Пожилов
151. протоиерей Виктор Григоренко
152. иерей Тимофей Ноздрин
153. игумен Иннокентий (Русских)
154. иерей Олег Черниченко
155. священник Александр Ткачев
156. диакон Дмитрий Дудкин
157. иерей Пётр Богатырёв
158. иерей Алексий Залицаев
159. иерей Дионисий Чернявский
160. иерей Димитрий Жестков
161. диакон Евгений Кузнецов
162. иерей Петр Галанюк
163. священник Андрей Хазов
164. священник Филипп Самсонов
165. иерей Ярослав Пирковский
166. протоиерей Максим Фионин
167. иеродиакон Исайя (Назаров)
168. иеромонах Ириней (Грибов)
169. иеромонах Василий Зобов
170. диакон Артемий Щукин
171. протоиерей Александр Ноздрин
172. иерей Андрей Ноздрин
173. иеродиакон Лука (Старостин)
174. протоиерей Михаил Ялов
175. иерей Валерий Байдак
176. священник Николай Тихончук
177. протоиерей Игорь Гагарин
178. иерей Виталий Коваленко
179. священник Андрей Швайбович
180. диакон Леонид Джалилов
181. протоиерей Димитрий Свистов
182. священник Константин Жемчужин
183. иерей Андрей Поляков
184. иеромонах Петр (Смирнов)
185. диакон Иоанн Овчинников
186. священник Александр Данилов
187. священник Дмитрий Останин
188. священник Александр Лупанов
189. протоиерей Дмитрий Осипенко
190. протоиерей Виталий Шкарупин
191. протоиерей Владимир Вильгертс
192. протоиерей Андрей Пуганов
193. диакон Богдан Сердюк
194. протоиерей Владимир Федоров
195. протоиерей Майкл Карней
196. диакон Алексий Костяновский
197. протоиерей Михаил Владимиров
198. священник Андрей Давыдов
199. иерей Иоанн Абрамчик
200. протоиерей Леонид Грилихес
201. протодиакон Филипп Тернер
202. иерей Олег Усенков
203. диакон Сергий Кульпинов
204. священник Евгений Антонов
205. диакон Иоанн Петерс
206. священник Алексей Цыкин
207. протоиерей Валентин Басюк
208. диакон Артемий Носков
209. священник Силуан Томпсон
210. протодиакон Павел Дроздовский
211. священник Виктор Дунаев
212. протоиерей Андрей Винарский
213. иерей Арсений Стрельцов
214. иерей Петр Галанюк
215. иеромонах Питирим (Дмитриев)
216. протоиерей Андрей Свинарёв
217. иерей Алексей Сураев
218. иерей Пётр Устинов
219. протодиакон Сергий Шалберов
220. священник Роман Кучма
221. иерей Андрей Логинов
222. протоиерей Андрей Хвыля-Олинтер
223. священник Кирилл Крайнюк
224. священник Александр Рульников
225. священник Игорь Москвичёв
226. священник Пётр Коломейцев
227. иеродиакон Дионисий (Волков)
228. протоиерей Константин Гипп
229. протоиерей Андрей Яхимец
230. протоиерей Михаил Владимиров
231. священник Александр Полховский
232. священник Димитрий Пенькевич
233. иеромонах Рафаил (Митрофанов)
234. протоиерей Алексий Попков
235. диакон Аркадий Фомин
236. протоиерей Петр Джексон
237. иеромонах Прохор (Куксенко)
238. иерей Александр Галуц
239. протоиерей Сергий Мирошин, ветеран боевых действий
240. иерей Леонид Целорунго
241. диакон Евгений Сирант
242. иеромонах Венедикт (Шнайдер)
243. протоиерей Алексий Демидов
244. иерей Тимофей Торопов
245. священник Алексей Иванов
246. священник Алексей Хайченко
247. иерей Серафим Дейнес
248. иерей Алексей Дудин
249. протоиерей Олег Батов
250. диакон Константин Кривунов
251. иерей Виктор Баландин
252. иерей Алексий Сорокин
253. протоиерей Роман Гильфанов, ветеран боевых действий
254. иерей Феодор Ибрагимов
255. иерей Алексей Паранюк
256. диакон Петр Гарднер
257. иерей Евгений Бокк
258. священник Алексей Туранин
259. священник Андрей Попов
260. диакон Максим Дулев
261. иерей Иоанн Лена
262. иерей Димитрий Шибаев
263. протоиерей Сергий Назаров
264. протоиерей Владимир Шибаев
265. иерей Алексий Сергеев
266. иерей Вадим Пономарев
267. протоиерей Максим Никольский
268. протоиерей Стивен Хидли
269. архимандрит Мелетий Уэббер
270. иерей Алексей Чесноков
271. протоиерей Владимир Шмалий
272. иерей Андрей Трофимов
273. иерей Алексий Волчков
274. протоиерей Виталий Бабушин
275. диакон Руслан Бочанов
276. иерей Александр Бабичев
277. священник Петр Гонов
278. протоиерей Николай Улович
279. диакон Ален Монье
280. диакон Алексей Витвицкий
281. священник Максим Бойко
282. протоиерей Александр Елатомцев
283. священник Вячеслав Бодань
284. священник Сергий Ким
285. протоиерей Георгий Шекула
286. священник Василий Родионов
287. архимандрит Максимос (Веимар)
288. протоиерей Октавиан Мошин
289. священник Ювеналий Нестеров
290. священник Максим Юдаков
291. иерей Василе Ешану
292. священник Николай Платонов
293. диакон Аркадий Фомин

## Офіційна реакція Російської Православної Церкви
Священноначалие Російської Православної Церкви не висловило свого ставлення до опублікованого документа. Стосовно підписантів не було жодних церковних припущень.

Голова Синодального відділу з взаємин Церкви з суспільством та ЗМІ Московського патріархату Володимир Легойда в інтерв'ю «Російській газеті» [Архівовано 15 травня 2022 у Wayback Machine.] 28 квітня 2022 року висловив стримане несхвалення на адресу священнослужителів, які публічно висловлюють свою солідарну миротворчу позицію.
Питання. ...Деякі священики підписали протест проти спецоперації в Україні. Що за цим — пастирська відповідальність чи, навпаки, поколінна схильність до пацифізму, нерозуміння ситуації?

Володимир Легойда: Тільки в російських єпархіях Російської православної церкви понад 20 тисяч священиків… І тут теж не треба впадати в погану соціологію: мовляв, ті, хто підписав — такі жахливі (або прекрасні — не важливо), а решта навпаки. Краще не включати такі поверхневі і нічого не дають оцінки.
Але якщо чесно, у мене взагалі дуже погано б'ється священство, пастирське служіння з колективними листами. Священики — громадяни, вони мають свою громадянську позицію. Священики — люди, а людина може відчувати будь-які і будь-що мотивовані почуття. Але підписуючи якийсь колективний текст, не тобою написаний (якби кожен із 270 священиків писав його сам, це були б 270 різних текстів), ти заплющуєш очі на безліч важливих нюансів.
Не кажучи у тому, що як текст потрапляє у громадське полі, він неминуче стає предметом використання, маніпуляцій, інструментом реалізації цілей, іноді максимально далеких від цілей підписали лист.
На мою думку, місце пастиря поряд з пасомими. Ми з вами не раз говорили, що серце Церкви б'ється там, де священик сидить на лавочці з парафіянином і вони про щось важливе для обох говорять. Але на цій лавці ніхто ж не зачитуватиме чи підписуватиме колективні листи.

Пастирський обов'язок веде священика до пунктів розміщення біженців. У лікарню. У шпиталь до пораненого солдата.

## Реакція
На думку керівника Центру з вивчення проблем релігії і суспільства Інституту Європи РАН Романа Лункіна, «звернення частини духовенства РПЦ із закликом до примирення доповнює заяви про припинення міжусобної лайки і мир між братніми народами з боку Патріарха Кирила». "Якщо глава РПЦ робить акцент на погрозах для історичної Русі і для Української Православної церкви, то у зверненні більше йдеться про людську трагедію, про страждання людей під час військової операції,— вважає експерт.- Відмінністю від офіційної позиції РПЦ є пряма вимога священиків і дияконів зупинити бойові дії і дати Україні право самій визначати свою долю без тиску із Заходу або Сходу, що в цілому не суперечить позиції Росії в цьому конфлікті».
Протоієрей Георгій Митрофанов сказав від даному зверненні: "Текст цього звернення мені не близький. Він занадто декларативний і розпливчастий, позбавлений конкретного цілепокладання і до того ж незрозуміло кому адресований. З його посилом в цілому я згоден. Серед священиків, які його підписали, є як мої друзі, так і зовсім незнайомі мені клірики, є як ті, кого я знаю і поважаю, так і ті, кого я знаю і не поважаю».
Протодиякон Володимир Василик засудив дане звернення: "цей текст образливий для російських миротворців. Для тих російських хлопців, які зараз проливають кров за нас, для того, щоб ми тут спокійно жили і благополучно служили. На жаль, в черговий раз частина священства показала, що вона не зі своїм народом, що вона повторює фронду 1917 року. І ось за це підписали варто було б попросити у нашого народу вибачення. Я ж прошу вибачення перед тими, хто проливає кров і бореться за порятунок Росії за нерозумну поведінку своїх колег. Вибачте нас».
У резолюції Європарламенту від 7 квітня 2022 року» Про посилення репресій в Росії, включаючи справу Олексія Навального «наголошується, що Європарламент „вихваляє мужність 300 священиків Російської Православної Церкви, які підписали лист, що засуджує агресію, скорботний про важкі випробування українського народу і просить “зупинити війну»".